# Бурятский сельскохозяйственный институт
Бурятский сельскохозяйственный институт — высшее учебное заведение, существовавшее в СССР.

## История
В соответствии с Постановлением коллегии Народного Комиссариата Земледелия Союза ССР от 13 августа 1931 года № 38 было принято решение создать в Бурят-Монгольской АССР Агропедагогический институт. 16 октября этого же года на заседании Бурят-Монгольского обкома ВКП(б) предложение получило одобрение. Инициатором создания первого высшего учебного заведения в Бурятии стал Морхоз Петрович Хабаев, который являлся уполномоченным республики по культурным и студенческим делам в Иркутске, где работал на педагогическом факультете Иркутского государственного университета.
5 декабря 1931 года был издан приказ по Наркомзему СССР о включении Бурят-Монгольского государственного агропедагогического института в систему Народного Комиссариата Земледелия СССР. Директором института назначен М. П. Хабаев.
В 1935 году Бурят-Моргольский агропедагогический институт стал Бурят-Монгольским государственным зооветеринарным институтом. С декабря 1941 года до 1944 года деятельность вуза была прекращена, так как многие преподаватели и студенты ушли на фронт Великой Отечественной войны.
В 1950—1960-е годы из небольшого зооветеринарного института вуз превращается в крупное учебное заведение, где шла подготовка специалистов для всех отраслей сельского хозяйства республики: в 1952 году был открыт агрономический факультет, в 1955 году — технологический факультет, в 1961 году — факультет механизации сельского хозяйства, в 1962 году — экономический факультет. В этот период, в 1961 году Бурят-Монгольский государственный зооветеринарный институт был переименован в Бурятский сельскохозяйственный институт.
В 1957—1962 годах для вуза построен главный корпус (архитектор проекта С. Михайлов, Гипровуз, проект 1955 года.)
В июне 1962 года на базе технологического и строительного факультетов Бурятского сельскохозяйственного института был основан Восточно-Сибирский технологический институт.
В апреле 1995 года по результатам государственной аттестации Бурятский сельскохозяйственный институт был переименован в Бурятскую государственную сельскохозяйственную академию.
Руководители вуза:
| - 1931—1935 годы — Морхоз Хабаев; - 1935 год — Калп Шантанов; - 1935—1937 годы — Михаил Широковский; - 1937—1939 годы — Гавриил Борисов; - 1939—1941 годы — Александр Иванов; - 1944—1952 годы — Тимофей Омельченко; | - 1952—1958 годы — Василий Филиппов; - 1958—1962 годы — Николай Барнаков; - 1962—1969 годы — Василий Филиппов; - 1969—1977 годы — Ким Миронов; - 1977—1997 годы — Андрей Балдуев. |

В числе выпускников Бурятского сельскохозяйственного института были государственные деятели Республики Бурятии: Владимир Павлов, Цырен-Даши Доржиев, Бато Семёнов.